# Rey-Bouba
Rey-Bouba es una comuna camerunesa perteneciente al departamento de Mayo-Rey de la región del Norte.
En 2005 su población total era de 116 192 habitantes, de los cuales 6754 vivían en la capital comunal homónima.
Se ubica en el este de la región y su territorio es fronterizo con la región chadiana de Mayo-Kebbi Oeste. El parque nacional de Boubandjida y parte del embalse de Lagdo se ubican en el territorio de esta comuna.

## Localidades
Comprende la ciudad de Rey-Bouba y las siguientes localidades:
- Alarba
- Alfa
- Angari
- Aoudjali
- Assaga
- Ateki
- Ba Diddi Foulbe
- Ba Gainadje
- Badiddi
- Badissem
- Badjari Bayero
- Badjari Toumbinguel
- Baigram
- Baikwa
- Baktchanri
- Bal Babla
- Bapouni
- Bari Somessi
- Bassari
- Batao
- Bela Kossam
- Bere
- Biddeng
- Bira Adamou
- Biri
- Bitang Daba
- Bodal Wouro Dole
- Bokli
- Boli'en
- Bounbou
- Bounderou I
- Bounderou II
- Dadia
- Dami
- Danbi
- Danna
- Dawan
- Djagol
- Djalbang
- Djamare
- Djangana
- Djaouro Gotel
- Djerweng
- Djourde
- Djouroum
- Do Kerol
- Dobinga
- Dolere
- Doukouroum
- Fotokol
- Gabdel
- Gali Abbassi
- Gandai
- Gangouri
- Gatouguel
- Godi
- Gourin
- Guebadi
- Guelao
- Guigang
- Guirling
- Hammasarla
- Hetchourou
- Homa Hamassiouto
- Homa Mal Yaya
- Kamale
- Koinderi
- Kong Rong
- Lahir Dohi
- Lainde
- Lammounguel
- Lamna
- Landou
- Larki
- Lerka Kondjoi
- Lesdi
- Lougga Tchabbal
- Madagascar
- Maidjamba I
- Mambaire
- Manga
- Maradi
- Mayel Laye
- Mayel Mbororodji
- Mayo Bani
- Mayo Wonde Winde
- Mbailoum
- Mbilla
- Mboderi
- Mboukma
- Mboulwol
- Mombore
- Naoudel
- Nassarao
- Njoundi
- Ouro Kessoum
- Pakli
- Pakouare
- Pani Fimbe
- Peouriwo
- Poutti Nawal
- Rey Manga
- Rya
- Rya
- Sadia
- Senango
- Sinassi
- Souki
- Tamzal
- Taparerou
- Tatou
- Tchapoma
- Tchapoma
- Tchikali
- Teware
- Teware
- Vaimba
- Wafango
- Wakla Bambi
- Wakla Horare
- Winde Bailloum
- Winde Bassabar
- Winde Dobinga
- Winde Doua
- Wouro
- Yola Mbodewa
- Zinabalam